# Chiesa di San Pietro di Silonis
La chiesa di Santa Maria di Silonis è una chiesa campestre situata in territorio di Luras, centro abitato della Sardegna nord-orientale.
L'edificio, in rovina e meritevole di un intervento di riqualificazione, si trova in località Silonis, dove si ritiene fosse ubicato l'antico villaggio di Siffilionis di cui la chiesa potrebbe essere stata la parrocchiale; nelle sue vicinanze sono presenti altre due chiese: San Leonardo e Santa Maria di Silonis.